# Vivianne Pasmanter
Vivianne Pasmanter (sinh 24 tháng 5, 1971  tại São Paulo) là một nữ diễn viên người Brazil.

## Tiểu sử
Có nguồn gốc Do Thái, Vivianne là con gái của Ricardo Pasmanter, kỹ sư xây dựng, và Berta Pasmanter, nghệ sĩ nhựa (cả tự nhiên của Argentina). Khóa học đầu tiên của cô là ở Escola Hebraica de Teatro, nơi cô gặp Caco Ciocler, người sau này sẽ chơi đối diện chuyên nghiệp. Trong đội hình diễn viên là Escola de Arte Dramática, các khóa học với Antunes Filho và Miriam Mehler, và những người khác.

## Nghề nghiệp
Cô bắt đầu sự nghiệp làm video quảng cáo, như quần jean Staroup. Một trong những công việc đầu tiên của cô là một nữ diễn viên trong vai cameo như một nàng tiên trong một trong những tập của bức tranh "Senta que lá vem história...", chương trình Rá-Tim-Bum TV Cultura năm 1990. Nhưng cơ hội nghề nghiệp lớn đầu tiên của cô xảy ra vào năm 1991 khi cô chuyển đến thành phố Rio de Janeiro để chơi trong cuốn tiểu thuyết đầu tiên của mình, nhân vật phản diện Débora trong tiểu thuyết Felicidade, do Manoel Carlos viết kịch bản. Vẫn với cùng một tác giả sẽ có trọng lượng nhân vật phản diện khác, Laura của Por Amor.
Trong sự nghiệp của mình, đặc biệt là thu thập vai trò trong các vở kịch xà phòng, như Malu của Mulheres de Areia, Irene của A Próxima Vítima, Lavínia của Anjo de Mim, Elisabete của Andando Nas Nuvens và Maria João của Uga-Uga. Sau sáu năm tham gia lẻ tẻ, trở lại màn ảnh trong Páginas da Vida, với tư cách là nhiếp ảnh gia Isabel. Sau đó đóng vai Regeane Cordeiro, một trong những nhân vật chính của phim tiểu thuyết Tempose Modernos.
Sự nghiệp của cô không chỉ giới hạn ở truyền hình, nhà hát và phim ảnh, như vở kịch Tartufo và phim Quase um Tango..., đã giành giải thưởng Kikito cho nữ diễn viên xuất sắc nhất trong Festival de Gramado.
Trong sự nghiệp 25 năm của mình vào năm 2016, Vivianne đã chia sẻ: "Tôi đã có cơ hội để tạo ra những nhân vật rất khác biệt, độc đáo và nổi bật. Sự đa dạng này đã thách thức tôi và kích thích tôi trở thành một nữ diễn viên, nhưng cũng mang lại nhiều kiến thức cá nhân. bởi một nhân vật ". Năm 2017, sống với Germana vô giá ở Novo Mundo, tiểu thuyết đầu tay của Alessandro Marson và thereza Falcão, người đã biến thành một người phụ nữ xấu xí khiến nữ diễn viên không thể nhận ra. Diễn xuất của cô được ca ngợi và thành công đến nỗi cuối cùng nhân vật đã đánh cắp bối cảnh, và cùng với Ingrid Guimarães và Letícia Colin được coi là những điểm nhấn nữ tính tuyệt vời của cuốn tiểu thuyết.

## Cuộc sống cá nhân
Cô kết hôn với doanh nhân Gilberto Zaborowsky vào năm 2001, người mà cô có một con trai, Eduardo, và một cô con gái, Lara. Họ ly dị năm 2008.